# 長墓遺跡
長墓遺跡（宮古島市での発音は、ながぱかいせき、又は、ながばかいせき）は、沖縄県宮古島市島尻集落にある崖下遺跡である。近世には墓地（風葬墓）として利用されてきた。

## 概略
宮古島地方では、昔から島尻集落、狩俣集落、大神島に風葬の習慣があった。昭和時代には洞窟などから遺骨が多数発見されたことがあり、仏教系の人々が遺骨を集めて一時観音像を建てていた。また、島尻集落のほぼ中央部の丘に巨大な崖下墓があり、以前から「長墓（ながぱか）または（ながばか）」として知られている。2005年以降、筑波大学（後に西九州大学）のマーク・ハドソンらが科学的調査を行った。
長墓は長さが50メートルの崖下で、3つの廓に分かれ、6 - 70体分の遺骨が乱雑に置かれていた。廓の前にはグスク様に囲い（礫）があり、周辺に遺骨を以前収めていたと思われる容器も発見された。岩陰の内外で見つかった土器・陶磁器、キセルからこの墓域の年代は17世紀から18世紀頃と推定され、その当時の墓地として利用されていたことが判明した。その後、古代からの遺跡と判明した。

## 調査
1971年、1974年、1982年に池田次郎、1997年の百々幸雄（どど）(東北大学）と土肥直美（琉球大学）の頭蓋骨の計測など遺骨の研究があったが、基本的な調査は未だ行われなかった。マーク・ハドソン（当初筑波大学、後、西九州大学）、種石悠は、2005,2006年に筑波大学の学生の協力を得て、発掘を行った。その成果として先史時代後期の貝溜まりを発見した。多くの動物の遺存体があった。脊椎動物部門では、多くの魚類、両生類、爬虫類、鳥類、哺乳類では、ネズミ、オオコウモリ、イノシシ、イヌ、貝類(一部は絶滅種）を発見した。貝斧、木製品、土器、陶磁器を発掘した、キセル雁首を発見した。人骨に一部焼骨がみつかった。

## 先島の先史時代
2013年のRISEC News（持続的環境文化研究所、西九州大学発行）によると、この遺跡の最下層から4200年前の年代測定がでている。先島諸島の先史時代は通常、前期と後期にわかれている。約2800年 - 1000年前の先史時代後期は無土器文化として知られ、シャコガイの貝斧が代表的な遺物である。イノシシも食べていたが、主にシャコガイ、サザエ、魚類のブタイを主に食べていたようである。先史時代の前期と後期の間に空白期があったとされるが、この遺跡で3300年前という年代が測定され、今後の研究が待たれる。文化的に台湾との交流が考えられているが、遺跡からは先島の文化は個性が強いとされる。